# Percy Jackson en de Olympiërs
Percy Jackson en de Olympiërs is een zevendelige  boekenserie geschreven door Rick Riordan. Het is de eerste reeks in de overkoepelende "Kamp Halfbloed-reeks", die behalve deze ook nog de Helden van Olympus-serie omvat. De reeks wordt dikwijls afgekort tot gewoon Percy Jackson, naar het hoofdpersonage. Het eerste boek verscheen in Amerika in 2005 en de reeks eindigde in 2009. In Nederland en België werd de reeks vertaald in de periode van 2009 tot 2011.

## Algemeen
Al duizenden jaren gaan de goden waar de mensen zich het sterkst ontwikkeld hebben: van het Oude Griekenland naar Rome, door de rest van West-Europa. Toen zijn ze de Atlantische Oceaan overgestoken. Nu zitten ze in Amerika. Helaas brengt dit problemen met zich mee. De goden, nooit vies van overspel, laten hier en daar weleens een steek vallen. Gevolg: een kind van een sterveling en een god(in). Tot deze kinderen erachter komen wie of wat ze eigenlijk zijn, lopen ze niet echt veel gevaar. Maar wanneer de kinderen beginnen te beseffen dat ze speciaal zijn, komen er monsters op hen af. Gelukkig is er voor deze kinderen een adres: Kamp Halfbloed, op Long Island in New York. Geleid door meneer D (Dionysus) en de centaur Chiron, is Kamp Halfbloed een veilige haven in een wereld vol gevaren. Maar dan verschijnt de twaalfjarige Percy Jackson op het toneel waardoor alles fout gaat. Net als de hel los breekt.

## Boek 1:De Bliksemdief
Perseus 'Percy' Jackson, woont in New York samen met zijn moeder en zijn stiefvader Gabe. Percy komt altijd in moeilijkheden terecht en wordt elk jaar van school getrapt. Hij heeft dyslexie en ADHD en geeft die twee afwijkingen de schuld van zijn ellende. Zijn stiefvader Gabe, die hij altijd Smelly Gabe noemt is een rotzak en doet niets anders dan het beetje verdiende geld van zijn moeder opdoen aan poker. Zijn echte vader heeft hij nooit gekend. 
Op zijn nieuwe school heeft Percy één vriend, Grover. Ze zijn zeer gehecht aan elkaar ook al merkt Percy dat Grover af en toe rare trekjes heeft. Tijdens een schoolreis wordt Percy aangevallen door een onmenselijk wezen, deze gebeurtenis ontrafelt vele, duistere geheimen en doet hem alles in vraag stellen, zijn vermiste vader, de mensen rondom hem en zichzelf. Dit is het begin van iets veel groters.
Na vele gebeurtenissen komt hij terecht op Kamp Halfbloed, de enige plek ter wereld die veilig is voor kinderen zoals hij. Kinderen van de Olympische goden. Er wordt hem verteld dat hij een halfbloed is, half mens en half god. Dit is de reden waarom hij zich altijd anders heeft gevoeld dan de anderen. Elke halfgod heeft dyslexie omdat het oude Grieks alfabet in hen zit en ADHD hebben ze nodig voor hun strijdinstincten. Hij krijgt een rondleiding in het geweldige kamp en ontmoet mensen zoals hij, Grover hoort ook in het kamp, maar niet als halfbloed maar als een sater. Een sater is een man met geitenbenen en Hoorns op zijn hoofd. Al die tijd was Grover eropuit gestuurd om Percy veilig naar het kamp te leiden. Dit zou een geslaagde missie geweest zijn, als zijn moeder niet was omgekomen tijdens hun vlucht. Percy kan het niet uit zijn hoofd zetten, zowel zijn moeders dood als het feit dat hij zich niet verbonden voelt met de anderen. 
Wanneer de identiteit van zijn vader wordt bekendgemaakt, wordt het duidelijk waarom Perseus (Percy) Jackson geen alledaagse halfgod is.

## Boek 2:De Zee van Monsters
Er zijn problemen op kamp, serieuze problemen. Thalia's dennenboom, de beschermer van de magische grenzen van kamp halfbloed is vergiftigd. (Thalia is een dochter van Zeus. Toen Annabeth, Luuk en zij geleid door Grover het kamp probeerde in te komen, werd Thalia overmeesterd door een meute monsters. Zeus kreeg medelijden met haar en veranderde haar in een boom.) Percy krijgt angstaanjagende visioenen over zijn vriend Grover, activiteiten begeleider Chiron is verbannen en verplaatst door Tantalus, de Titaan Kronos lijkt zichzelf tot leven te wekken. Luuk, een zoon van Hermes, blijkt voor Kronos te werken en dus een verrader te zijn, en Percy heeft een cycloop als halfbroer. Het perfecte moment om op queeste te gaan, toch?

## Boek 3:De Vloek van de Titaan
Percy, Annabeth en Thalia worden opgeroepen door Grover, die een paar kinderen heeft gevonden die ook halfgoden lijken te zijn: Nico en Bianca Di Angelo. Wanneer ze de Di Angelo's mee proberen te nemen, worden ze aangevallen door een manticore, Mr. Doorn, en kunnen ze nog maar net ontsnappen met de hulp van Artemis en haar Jageressen. Tijdens de aanval vielen de Mr. Doorn en Annabeth van een afgrond de oceaan in. Percy en zijn vrienden moeten Artemis vinden voor midwinter, want dan vindt er op Olympus een stemming plaats over de oorlog tegen de Titanen en Artemis' stem is van groot belang. Bovendien moeten ze ook op zoek naar een gevaarlijk monster waarop Artemis aan het jagen was want het vormt een bedreiging voor de goden.

## Boek 4:De Strijd om het Labyrint
Wanneer Percy op school wordt aangevallen door een stel gedaanteverwisselende cheerleaders, besluit hij dat het tijd wordt om terug te keren naar Kamp Halfbloed. Daar hoort hij verhalen over het Labyrint, een afschrikwekkende plek, ontworpen door Daedalus. Tijdens een oefengevecht vinden Percy en Annabeth per toeval een toegang tot het Labyrint in het kamp.
Al snel wordt duidelijk dat Luuk Castellan deze ingang al eerder heeft gebruikt. Dat betekent gevaar: langs deze weg kan Luuk Kronos' troepen recht Kamp Halfbloed in leiden.
Er is maar één persoon die hen kan helpen: Daedalus, de maker van het Labyrint die zich ergens in de duistere gangen van zijn creatie bevindt. Waar? Dat weet niemand. Als Daedalus overgehaald kan worden om Ariadne's draad voor zichzelf te houden, kan Luuk de ingang bij het kamp niet vinden. Maar dat
doet hij echter niet. Hij vertelt wel dat er nog iets veel beters is dan Ariadne's draad, namelijk de ogen van een sterveling.
Het wordt een bloedstollende race onder de grond, in een doolhof waar gevaren achter elke hoek schuilen.

## Boek 5:De Laatste Olympiër
Kronos, koning der Titanen, doet de ultieme greep naar de macht. Zijn leger is klaar en begint door de straten van New York te marcheren. Omdat de goden op andere fronten bezig zijn, zijn de enigen die hem nog kunnen stoppen de Griekse halfgoden.
Het wordt een strijd tussen halfgoden, cyclopen, en Titanen. Kunnen Percy en zijn vrienden stand houden of worden ze bedolven onder hun vijanden? Bovendien is er een ongekende verrader in het kamp, belangrijke informatie wordt doorgespeeld naar Luuk. Maar de enigen die nog in het kamp overblijven zijn Percy's vrienden, wie doet er zich anders voor dan hij of zij werkelijk is? 
En hoe zit het nu met die voorspelling waar bijna iedereen weet van heeft, behalve Percy? Hij weet enkel dat het gaat over zijn zestiende verjaardag, die eraan komt. Aan Annabeths reactie te zien, vermoedt hij dat het een afgrijselijk geheim betreft.

## Films
In 2010 werd het eerste boek verfilmd onder de titel Percy Jackson & the Olympians: The Lightning Thief en in 2013 is het de beurt aan het tweede boek, dat de titel krijgt Percy Jackson: Sea of Monsters. Percy, Annabeth, Grover en Luuk worden respectievelijk gespeeld door Logan Lerman, Alexandra Daddario,  Brandon T. Jackson en Jake Abel. In 2020 werd bekend dat na het mislukken van de twee voorgaande films, er een nieuwe serie zal worden opgenomen, te zien op Disney+.

## Vervolgreeks
In 2010 begon Riordan aan de Helden van Olympus-reeks, die ook uit vijf delen bestaat: de verloren held, de zoon van Neptunus, het teken van Athena, Het huis van Hades en het bloed van de Olympus. Ze is een vervolg op de reeks van Percy Jackson, met zowel veel oude als nieuwe personages. De oude reeks vangt een half jaar na het einde van De Laatste Olympiër aan, met als eerste boek De Verloren Held.

## Personages
De lijst van personages in de Percy Jackson-reeks is ontzettend groot. Er komen ontzettend veel Griekse (half)goden, monsters, helden en mythische wezens in. De lijst hieronder is dus enkel een lijst van de belangrijkste personages doorheen de reeks.
- Percy Jackson is het hoofdpersonage in de reeks. Hij is in het eerste boek twaalf jaar, en in de laatste wordt hij zestien. Hij wordt gezien als de machtigste levende halfgod. Percy is de verteller door de hele reeks heen. Op zijn schouders rust een zware verantwoordelijkheid, hoewel hij dit zelf pas helemaal op het einde te weten komt: hij zal degene zijn die voor het voortbestaan of de vernietiging van Olympus zal zorgen. Percy is een kind van Poseidon en kan daardoor zowat alles met water doen. Ook heeft hij veel gezag over paarden en (mythische) paardachtigen. Zo lukt het hem uiteindelijk om een kleine orkaan op te roepen. Voor hem heeft water ook een helende werking. Percy is de bezitter van het zwaard Anaklysmos, Doemtij, dat in een balpen kan veranderen en steeds terugkomt in zijn broekzak, waardoor hij het altijd bij zich heeft. Door de reeks heen wordt hij steeds betere vrienden met Annabeth, tot ze uiteindelijk een koppel vormen. Dit wordt afgekeurd door Athena, Annabeths moeder, vanwege de rivaliteit tussen haar en Poseidon. Percy heeft zwart haar en zeegroene ogen.
- Annabeth Chase is het vrouwelijke hoofdpersonage. Ze heeft een wilde kindertijd achter de rug en verblijft sinds haar zevende in Kamp Halfbloed. Hoewel ze eerst Percy niet vertrouwde omdat hij een zoon van Poseidon is, vormen ze uiteindelijk een hechte vriendschap en nog later worden ze een koppel. Als dochter van Athena is ze heel intelligent en kan goed vechten, voornamelijk omdat ze al oefent sinds ze zeven is. Ze heeft blond, krullend haar en grijze ogen.
- Grover Underwood is een sater (half mens, half bok) en een vriend van Percy. Hij wil zoeker worden en krijgt uiteindelijk van de Raad die voor hem instaat, toestemming om zijn god Pan te gaan zoeken. In het tweede boek vormt Grover met Percy een telepatische link, zodat ze over grote afstanden met elkaar kunnen communiceren. Hij wordt na een tijdje verliefd op Juniper, een bosnimf.
- Thalia Grace is vijftien en zal dat altijd blijven. Ze werd door Zeus veranderd in een boom omdat ze zijn dochter was en medelijden had met haar toen ze stierf, die daarmee zijn eed had verbroken om geen kinderen meer te verwekken. In het tweede boek wordt ze, met behulp van het Gulden Vlies, terug tot leven gewekt door Percy en zijn vrienden. Daarna sluit ze zich aan bij de Jageressen van Artemis.
- Tyson is een cycloop en hierdoor een halfbroer van Percy: cyclopen worden verwekt door Poseidon. Hij is een uitzondering want de meeste andere cyclopen vechten aan de kant van Kronos, maar hij niet. Hij gaat na een tijdje werken in de onderwaterovens om wapens te maken, maar helpt nog regelmatig zijn broer.
- Nico di Angelo is een zoon van Hades. Het lijkt erop dat Hades hiermee de wet heeft overschreden, maar Nico werd al geboren voor de Tweede Wereldoorlog en kwam vast te zitten in het lotushotel met zijn zus Bianca di Angelo (boek 3). Nico zorgde voor de extra manschappen die Hades stuurde in het laatste boek in de reeks.
- Luuk Castellan (in het Engels Luke) is een oudere halfgod en op het eerste gezicht een goede vriend van Percy en de crush van Annabeth. Dan komen ze erachter dat hij hen verraden heeft en voor Kronos werkt. Doorheen de reeks fungeert Luuk als Percy's rivaal en Kronos' belangrijkste medewerker.
- De Griekse goden: In de reeks komen meerdere goden voor; zie de Lijst van Griekse goden voor meer informatie. De meeste goden zijn de belangrijkste goden: de Olympiërs.
- Verder komen er halfgoden, Titanen, onsterfelijken, mythologische figuren, centauren en monsters en mensen voor in de reeks.